# Xylotrechus latefasciatus
Xylotrechus latefasciatus là một loài bọ cánh cứng trong họ Cerambycidae.